# 坪石镇
坪石镇是中华人民共和国广东省韶关市乐昌市下辖的一个乡镇级行政单位。。位于广东西北部,在粤湘边区。
是乐昌市两个市区之一。

## 地理
坪石镇的旧城区位于武江东岸和北岸，旧称水牛湾。坪石镇的新城区位于武江西岸，称为坪石河西新城。近代坪石的城区位于老街居委会，称坪石街。坪石街是二战时期中山大学临时所在地。因乐昌峡移民搬迁，老街已拆除。
坪石镇之面积268平方公里，人口12万（2006）。坪石镇有辖区4个居委会，25个村委会。
坪石镇年平均气温20.0℃，降水量1620mm。

## 历史

### 抗日戰爭時期
1940年（民國29年）7月，滇南百物昂贵，加之日军控制法属印度支那，云南局势逐渐恶化；而此时，粤北山区局势较为稳定，广东省政府和众多机构也已经迁至于此，并且临近粤汉铁路贯穿其间，便于学生前来入学。因此，国立中山大学于1940年9月决定迁至坪石。9月22日，师生员工从澄江启程，横跨滇、黔、桂、湘、粤五省，于10月16日抵达坪石镇，各学院分散在各村办学。
在坪石辦學期間，国立中山大学学生规模大幅度恢复。截止至1942年底，中大共有学生4197人；自1940年底至1945年初，中大在坪石办学的4余年间累计培养学生近2万人。
中大在坪石办学期间，为弥补师资短缺，校长许崇清聘请了哲学家李达、文俗学家钟敬文、经济学家王亚南等学者来校任教。此外，学术交流活动也正常开展，历史学家陈寅恪、杨东莼，美国地理学家葛德石等中外学者先后来中大讲学。

## 交通
有京广铁路， 京港澳高速， 乐广高速， 107国道， 247省道和 248省道。
- 京广铁路：坪石站

## 行政区划
坪石镇下辖以下地区：
劳动路社区、坪南路社区、群众路社区、老坪石街社区、皈塘村、京口村、新岩下村、金鸡村、灵石坝村、河丰村、罗家渡村、田头村、长排寮村、天堂村、转村、仁里村、大罗家村、三拱桥村、武阳桥村、白竹村、龙珠村、陈家坪村、莲塘村、肖家湾村、三星坪村、神步村、百家洞村、吴塘村和武阳司村。